# Compagnie nationale d'opéra du Canada
La Compagnie nationale d'opéra du Canada, plus connue sous son nom anglais Canadian Opera Company (COC) est le plus important opéra du Canada. Il est basé à Toronto, en Ontario.
La maison d'opéra fut créée en 1950 en tant que Compagnie d'Opéra du Conservatoire royal (Royal Conservatory Opera Company) par Nicholas Goldschmidt et Herman Geiger-Torel. Lotfi Mansouri en fut le directeur pendant 12 années, et c'est pendant cette période que furent introduits les "surtitres" (traductions anglaises des livrets, projetées durant le spectacle). Le procédé s'étendit rapidement à d'autres opéras dans le monde. Le directeur actuel du COC est Alexander Neef. 
Le COC a donné ses représentations au centre Hummingbird de Toronto jusqu'en 2006. La compagnie est depuis cette date abritée par le Four Seasons Centre for the Performing Arts.